# Kerivoula intermedia
Kerivoula intermedia е вид бозайник от семейство Гладконоси прилепи (Vespertilionidae). Видът е почти застрашен от изчезване.

## Разпространение
Разпространен е в Бруней, Индонезия и Малайзия.